# Stergewelf
Een stergewelf is een gewelfsvorm waarbij het gewelf door de ribben is opgedeeld in 4 of meer ruiten. Samen vormen ze een stervorm. Stergewelven zijn een type ribgewelf, waarbij de ribben doorgaans een dragende functie hebben.

## Galerij

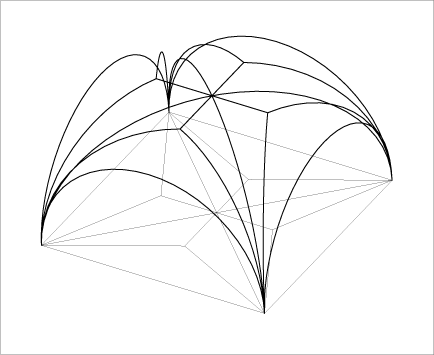
Principe van een stergewelf
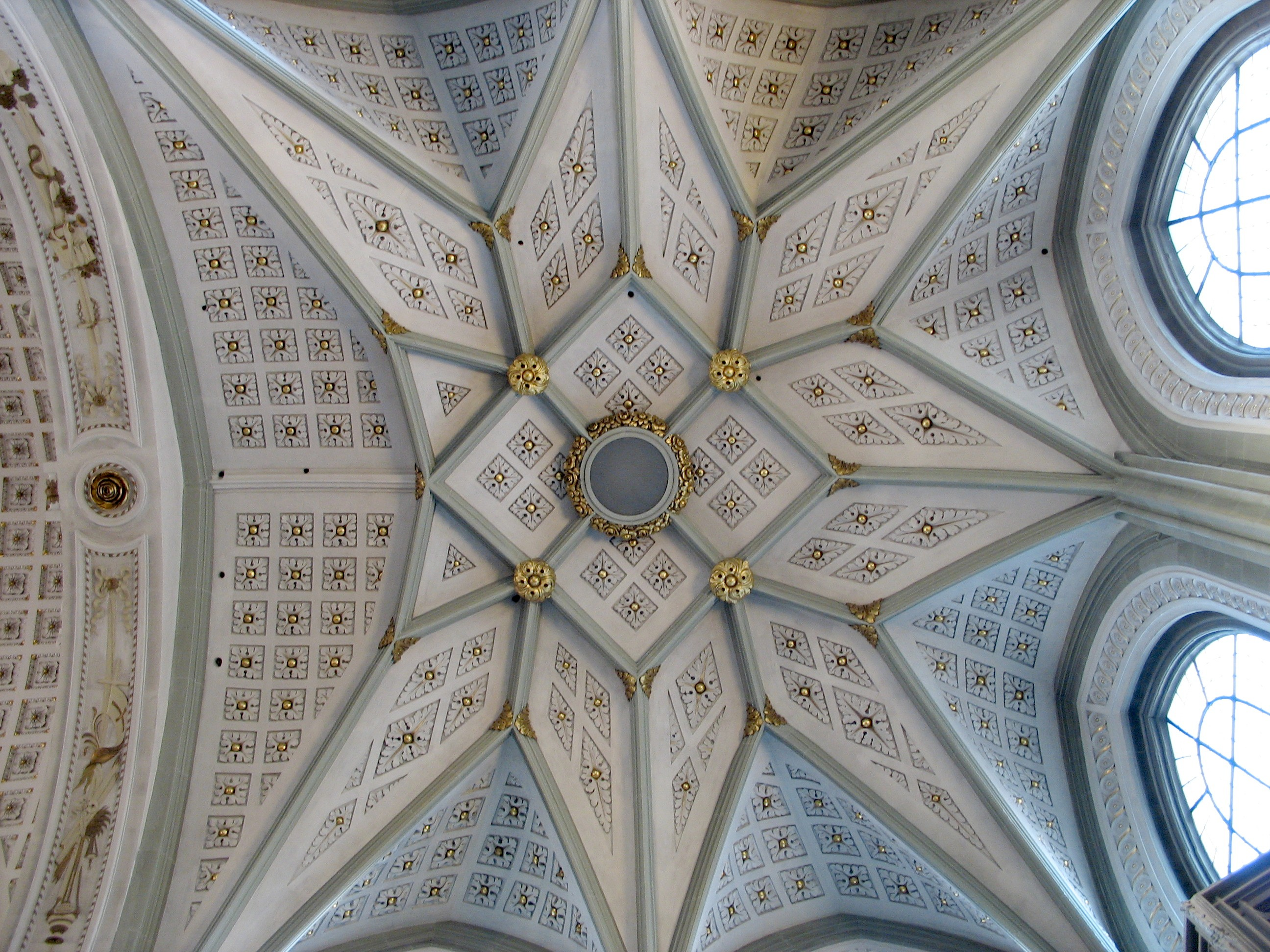
Stergewelf in de kathedraal van Konstanz
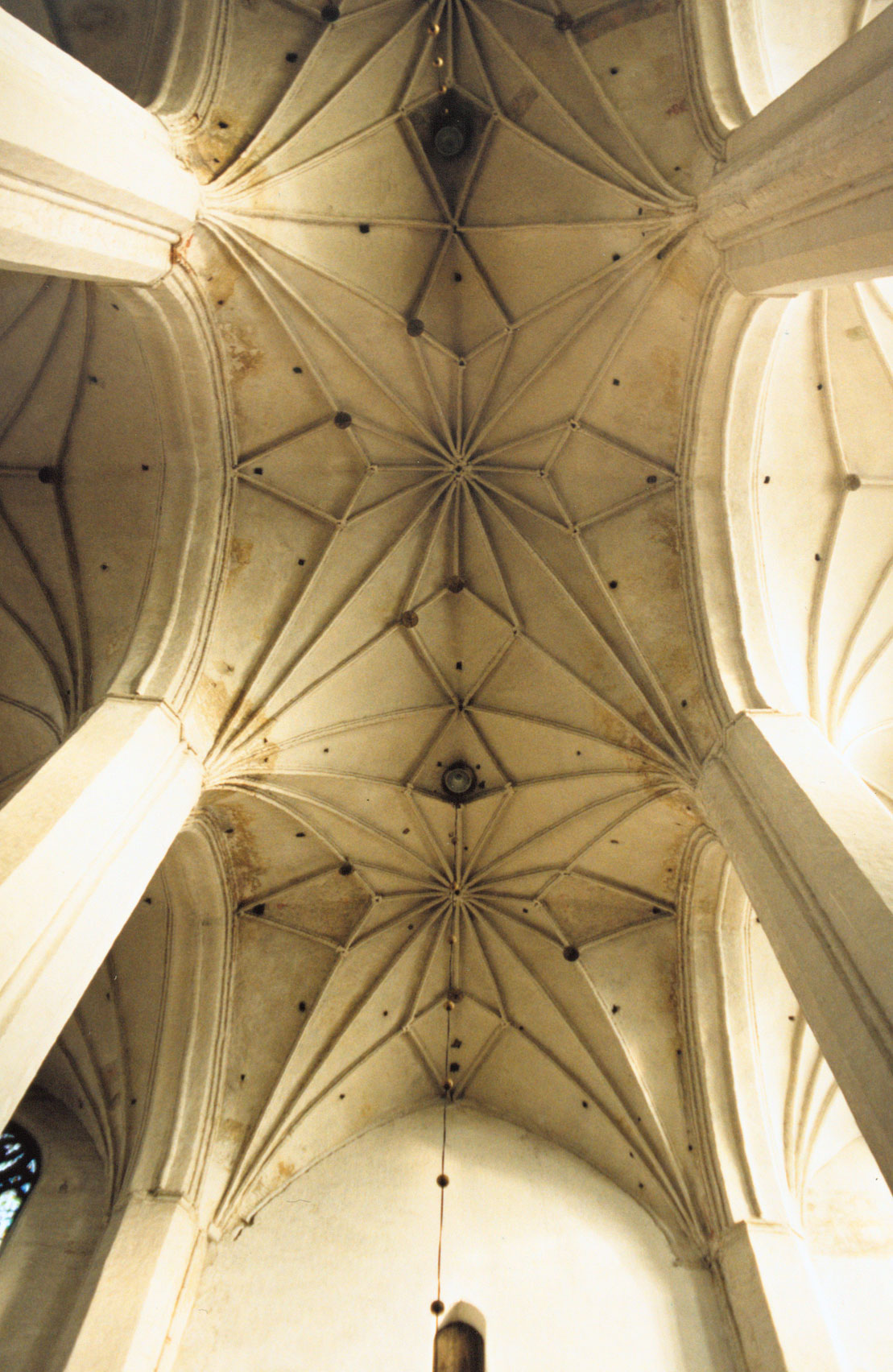
Stergewelf in de kerk van Toruń
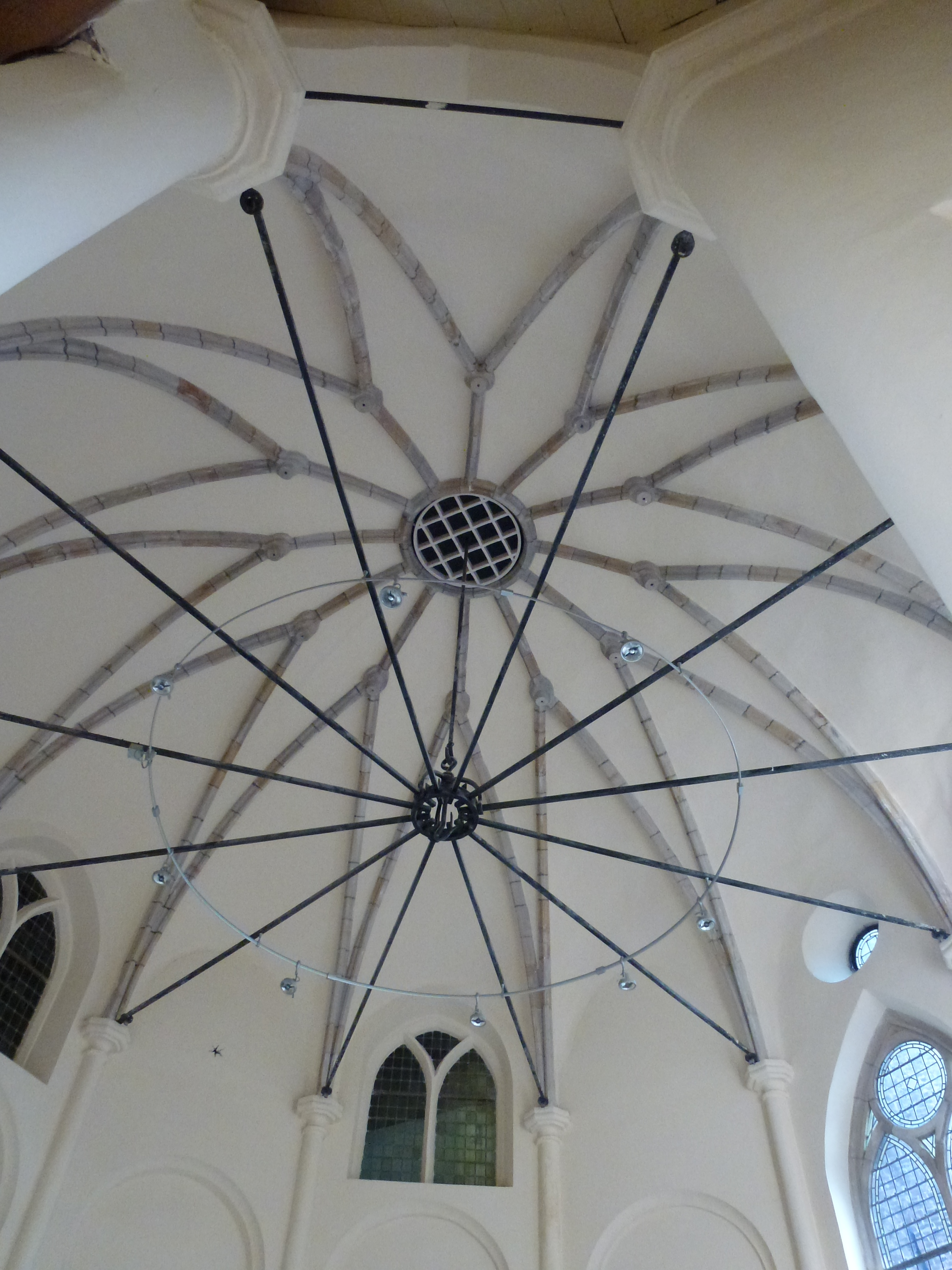
Stergewelf in de Jeruzalemkapel in Gouda